# Tiro esportivo nos Jogos Pan-Americanos de 1983
As competições de tiro esportivo nos Jogos Pan-Americanos de 1983 foram realizadas em Caracas, na Venezuela.

## Medalhistas individuais
Masculino
| Evento                                             | Ouro                      | Prata                   | Bronze                         |
| -------------------------------------------------- | ------------------------- | ----------------------- | ------------------------------ |
| Pistola de ar 10 m detalhes                        | Carlos Hora (PER)         | Donald Nygord (USA)     | Carlos Ortíz (COL)             |
| Carabina de ar 10 m detalhes                       | James Meredith (USA)      | David Johnson (USA)     | Guy Lorion (CAN)               |
| Pistola de fogo central 25 m detalhes              | Erich Buljung (USA)       | Edgar Espinosa (VEN)    | Guillermo Reyes (CUB)          |
| Tiro rápido 25 m detalhes                          | Terence Anderson (USA)    | Bernardo Tobar (COL)    | Rafael Rodríguez (CUB)         |
| Pistola padrão 25 m detalhes                       | Erich Buljung (USA)       | George Ross (USA)       | Delival da Fonseca Nobre (BRA) |
| Pistola 50 m detalhes                              | Erich Buljung (USA)       | Silvio Aguiar (BRA)     | Héctor Lima (VEN)              |
| Carabina deitado 50 m detalhes                     | Rod Fitz-Randolph (USA)   | Lones Wigger (USA)      | Arnaldo Rodríguez (CUB)        |
| Carabina de alto poder deitado 50 m detalhes       | Boyd Goldsby (USA)        | Lones Wigger (USA)      | Patrick Vamplew (CAN)          |
| Carabina três posições 50 m detalhes               | Lones Wigger (USA)        | Anthony Leone (USA)     | Miguel Valdés (CUB)            |
| Carabina de alto poder três posições 50 m detalhes | Lones Wigger (USA)        | Ray Carter (USA)        | Ricardo Rusticucci (ARG)       |
| Alvo móvel 50 m detalhes                           | Helmuth Bellingrodt (COL) | Randy Stewart (USA)     | Michael English (USA)          |
| Skeet detalhes                                     | Mathew Dryke (USA)        | Roberto Castrillo (CUB) | Carlos Zarzar (CHI)            |

Feminino
| Evento                               | Ouro               | Prata                   | Bronze                  |
| ------------------------------------ | ------------------ | ----------------------- | ----------------------- |
| Pistola de ar 10 m detalhes          | Cathy Graham (USA) | Gail Liberty (USA)      | Linda Thom (CAN)        |
| Carabina de ar 10 m detalhes         | Pat Spurgin (USA)  | Wanda Jewell (USA)      | Alejandra Hoyos (COL)   |
| Pistola 25 m detalhes                | Kim Dyer (USA)     | Linda Thom (CAN)        | Gail Liberty (USA)      |
| Carabina deitado 50 m detalhes       | Deena Wigger (USA) | Pat Spurgin (USA)       | Nilzer Cuba (CUB)       |
| Carabina três posições 50 m detalhes | Wanda Jewell (USA) | Gloria Parmentier (USA) | Christina Schulze (CAN) |

## Medalhistas por equipes
Masculino
| Evento                                       | Ouro               | Prata              | Bronze        |
| -------------------------------------------- | ------------------ | ------------------ | ------------- |
| Pistola de ar 10 m detalhes                  | ECU Equador        | USA Estados Unidos | VEN Venezuela |
| Carabina de ar 10 m detalhes                 | USA Estados Unidos | CAN Canadá         | ARG Argentina |
| Pistola de fogo central 25 m detalhes        | VEN Venezuela      | USA Estados Unidos | CUB Cuba      |
| Tiro rápido 25 m detalhes                    | USA Estados Unidos | CUB Cuba           | COL Colômbia  |
| Pistola padrão 25 m detalhes                 | USA Estados Unidos | COL Colômbia       | VEN Venezuela |
| Pistola 50 m detalhes                        | VEN Venezuela      | USA Estados Unidos | BRA Brasil    |
| Carabina de alto poder 50 m detalhes         | USA Estados Unidos | CAN Canadá         | CUB Cuba      |
| Carabina deitado 50 m detalhes               | USA Estados Unidos | CAN Canadá         | CUB Cuba      |
| Carabina de alto poder deitado 50 m detalhes | USA Estados Unidos | CAN Canadá         | ARG Argentina |
| Carabina três posições 50 m detalhes         | USA Estados Unidos | CAN Canadá         | CUB Cuba      |
| Alvo móvel 50 m detalhes                     | USA Estados Unidos | COL Colômbia       | CUB Cuba      |
| Skeet detalhes                               | USA Estados Unidos | CUB Cuba           | CHI Chile     |

Feminino
| Evento                               | Ouro               | Prata         | Bronze        |
| ------------------------------------ | ------------------ | ------------- | ------------- |
| Pistola de ar 10 m detalhes          | USA Estados Unidos | VEN Venezuela | CUB Cuba      |
| Carabina de ar 10 m detalhes         | USA Estados Unidos | CAN Canadá    | CUB Cuba      |
| Pistola 25 m detalhes                | USA Estados Unidos | CUB Cuba      | VEN Venezuela |
| Carabina deitado 50 m detalhes       | USA Estados Unidos | CUB Cuba      | CAN Canadá    |
| Carabina três posições 50 m detalhes | USA Estados Unidos | CAN Canadá    | CUB Cuba      |

## Ligação externa
- Jogos Pan-Americanos de 1983